# Missiriac
Missiriac är en kommun i departementet Morbihan i regionen Bretagne i nordvästra Frankrike. Kommunen ligger i kantonen Malestroit som tillhör arrondissementet Vannes. År 2022 hade Missiriac 1 192 invånare.

## Befolkningsutveckling
Antalet invånare i kommunen Missiriac
| Referens: INSEE |